# Edubuntu
Edubuntu je verze linuxové distribuce Ubuntu, která se specializuje na školství. V Edubuntu je k dispozici Linux Terminal Server Project, mnoho výukových aplikací včetně GCompris, KDE Education Project, dále školní informační systém SchoolTool či správce počítačové učebny a monitorovací nástroj Epoptes. První vydání Edubuntu bylo 13. října 2005 – v den vydání Ubuntu 5.10, které mělo kódové označení Breezy Badger.
Na vývoji Edubuntu spolupracují učitelé a technici z mnoha zemí. Edubuntu je postaveno na základě Ubuntu a začleňuje architekturu klienta LTSP a také výukové aplikace, které jsou zaměřeny na věkovou kategorii 6–18 let.
Kvůli nedostatku dobrovolníků nejprve projekt s verzí 14.04 LTS oznámil, že verze Edubuntu budou do budoucna vycházet pouze v návaznosti na LTS vydání základního Ubuntu. Následující verze 16.04 LTS však vydána nebyla a projekt byl nakonec pozastaven. V roce 2023 došlo k obnovení projektu s verzí 23.04.

## Cíle projektu
Hlavní cíl Edubuntu je poskytnout učiteli s omezenými technickými znalostmi a schopnostmi možnost za méně než jednu hodinu vybavit a efektivně spravovat učebnu výpočetní techniky nebo výukové prostředí on-line.
Hlavní cíle designu Edubuntu jsou sjednotit ovládání konfigurace, uživatelů a procesů, stejně jako dodat nejlepší svobodný software a digitální výukové materiály.
To také znamená, že je zaměřen na chudé a rozvojové země se snahou maximalizovat využití jejich zastaralého vybavení.